# Greg Vanney
Greg Vanney (11 de junho de 1974, South Boston, Virgínia) é um ex-futebolista americano e atual treinador do Los Angeles Galaxy.

## Títulos

### Como jogador
Estados Unidos
- Copa Ouro da CONCACAF: 2005

Los Angeles Galaxy
- MLS Supporters' Shield: 1998
- Copa dos Campeões da CONCACAF: 2000
- U.S. Open Cup: 2001

D.C. United
- MLS Supporters' Shield: 2007

### Como treinador
Toronto FC
- MLS Cup: 2017
- Campeonato Canadense de Futebol: 2016, 2017 e 2018
- MLS Supporters' Shield: 2017

Los Angeles Galaxy
- MLS Cup: 2024